# Trachyliopus annulicornis
Trachyliopus annulicornis là một loài bọ cánh cứng trong họ Cerambycidae.